# Kirche Hartmannsdorf (Bad Köstritz)

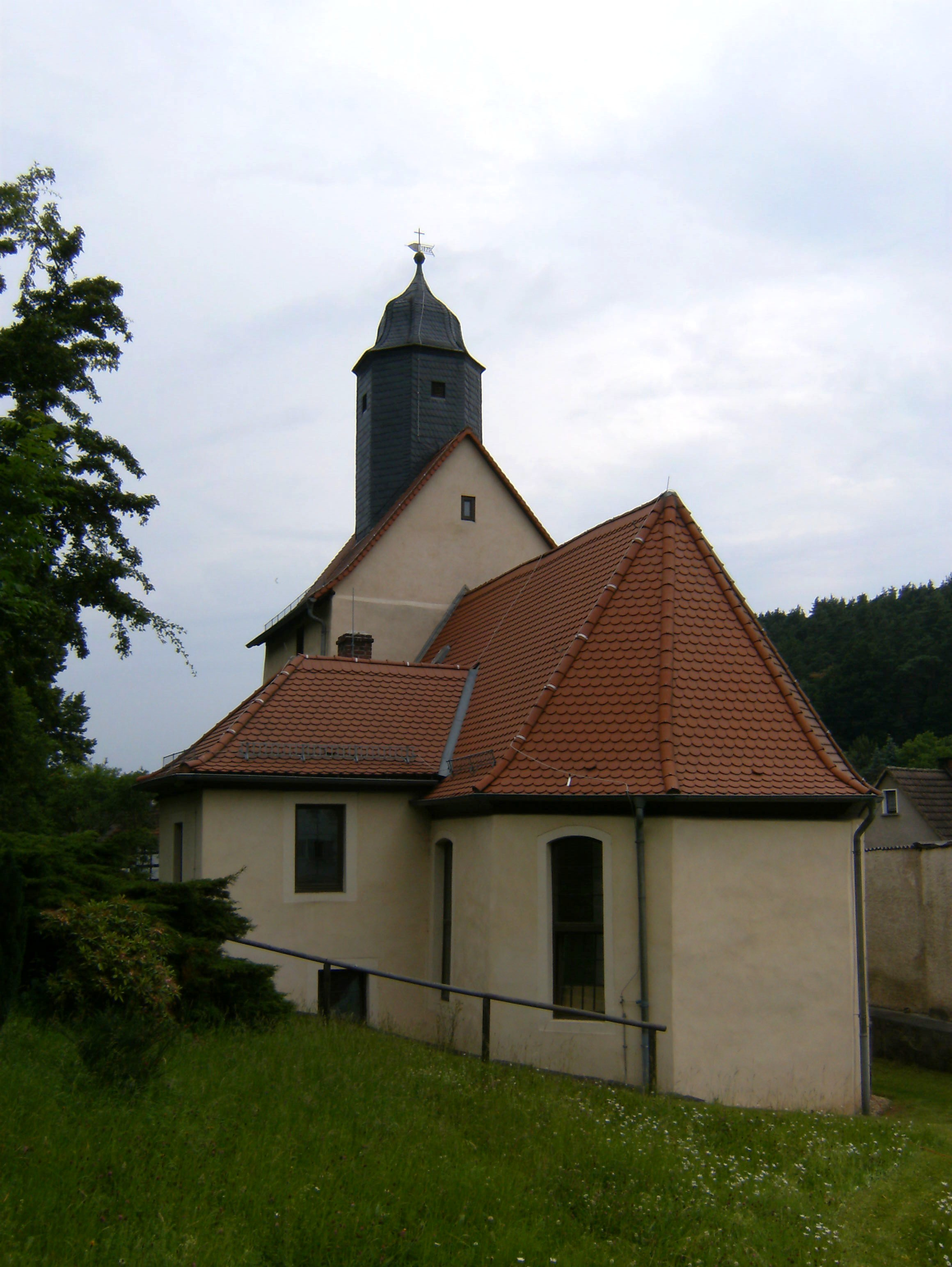
Kirche Hartmannsdorf

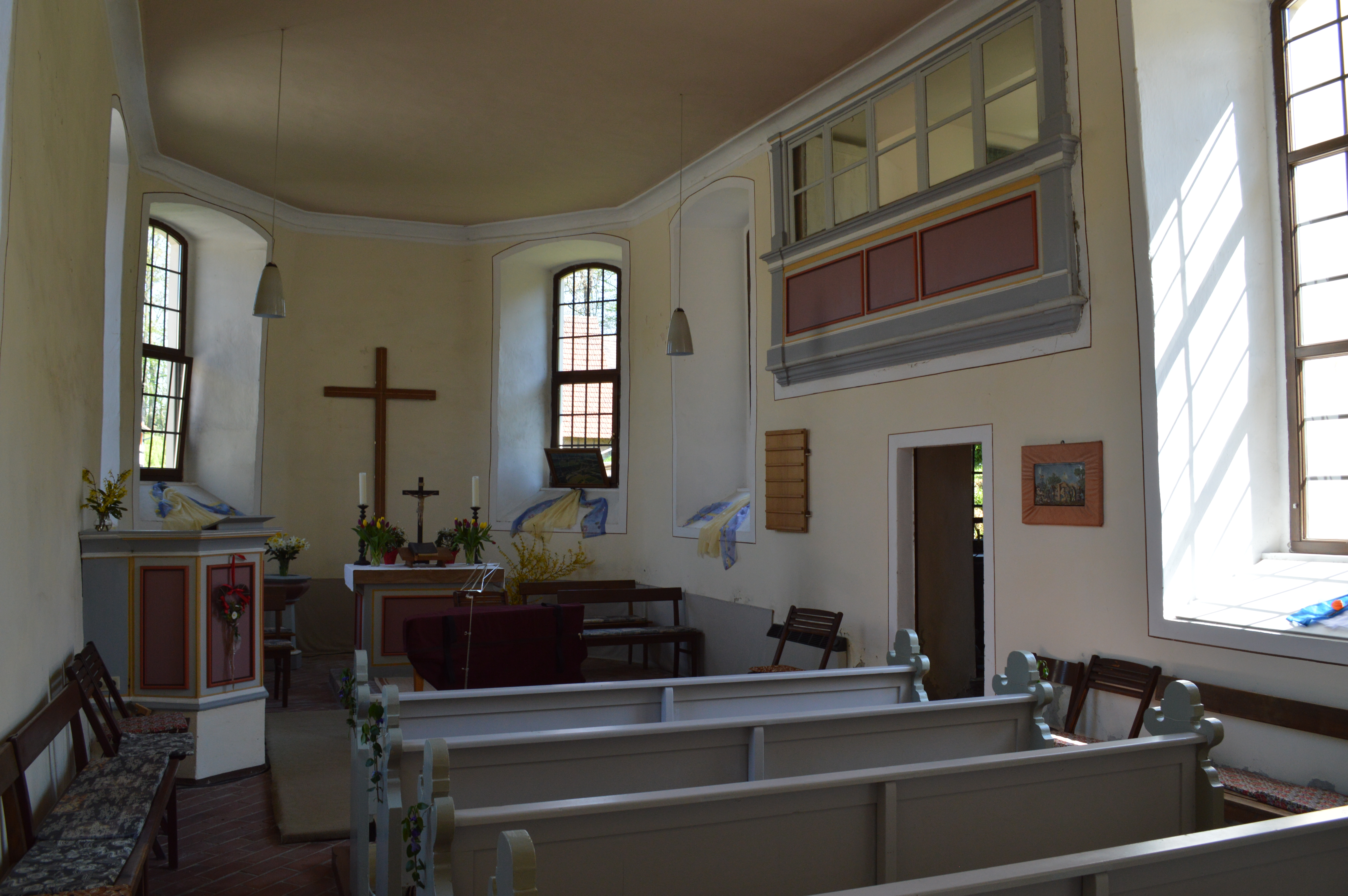
Innenansicht

Die evangelisch-lutherische Kirche Hartmannsdorf steht am Pörsdorfer Weg von Hartmannsdorf, einem Ortsteil der Stadt Bad Köstritz im Landkreis Greiz (Thüringen). Die Kirche Hartmannsdorf gehört zum Gemeindeteil der Kirchengemeinde Bad Köstritz im Kirchenkreis Gera der Evangelischen Kirche in Mitteldeutschland.

## Beschreibung
Die kleine Saalkirche ist seit dem 14. Jahrhundert durch mehrere Umbauten und Erweiterungen aus einer Kapelle erwachsen. Sie hat dadurch gestaffelte Bauteile unterschiedlichen Alters. Der im Erdgeschoss aus Quaderwerk bestehende, turmartig überhöhte Westteil ist noch romanischen Ursprungs. Er ist mit einem Satteldach bedeckt, der einen schiefergedecktenDachreiter trägt. Der östliche, längere und polygonal schließende Teil der Kirche wurde erst im Spätmittelalter aus unregelmäßigem Mauerwerk erbaut. An seiner Südseite entstand 1771 ein zweigeschossiger Anbau für die Sakristei und die Patronatsloge. Er ist bedeckt mit einem niedrigen Walmdach. 1964 bis 1967 wurde der Innenraum der Kirche nach dem Abbruch des Kanzelaltars und der Emporen im Langhaus neu gestaltet. Die Kirchenausstattung von 1967 ist bescheiden. Im Ostpolygon befinden sich zwei barocke Epitaphe mit Inschriften auf Kartuschen, die mit Engeln verziert sind. Die Orgel wurde 1841 von Ernst Poppe & Sohn gebaut. 1991 bis 1998 erfolgte eine umfassende Außen- und Innenrenovierung der Kirche.